# Esther Mayoko Ortega
Esther Mayoko Ortega Arjonilla (Móstoles, siglo XX) es una historiadora, doctora en filosofía de la ciencia y profesora universitaria española, de origen ndowé. También es una activista feminista, lesbiana y antirracista. Ha desarrollado su trayectoria investigadora y de divulgación sobre temas de diversidad sexual, racismo y feminismo.

## Trayectoria
Esther Ortega se doctoró en Filosofía de la Ciencia por la Universidad de Santiago de Compostela, es Máster en Teoría Feminista y Licenciada en Historia, especializada en Antropología Americana e Historia de América, por la Universidad Complutense de Madrid. En su tesis doctoral profundizó sobre «la regulación biomédica de los cuerpos sexuados, las prácticas de género y las controversias socio-médicas asociadas a estas regulaciones en el caso de las identidades trans en el estado español».
Ortega ha enfocado su trayectoria investigadora a los estudios de ciencia, tecnología y sociedad (STS), el género, la raza y etnicidad, la teoría feminista-queer y sus intersecciones. Es profesora del Posgrado en Ciencia, Tecnología y Sociedad del Consejo Superior de Investigaciones Científicas en la Universidad Complutense de Madrid y en el programa Tufts-Skidmore Spain. Además, Ortega ha sido ponente y profesora en diferentes cursos y charlas que abordan cuestiones de raza, sexo y sexualidad y ha escrito en la revista Pikara Magazine.
Ortega formó parte de movimientos antirracistas feministas y de disidencia sexual. En los años 90 fue una de las cofundadoras del colectivo feminista universitario Insumisas al Género y ejerció su activismo feminista en la Eskalera Karakola de Madrid, hasta su desalojo en 2004. Ortega también pertenece a la asociación antes denominada Espacio Afroconciencia, vinculada al Matadero de Madrid, junto a Yeison García y Rubén H. Bermúdez, desde donde ejerce su militancia política. Además, forma parte del grupo feminista Red.Afrofem.
En 2003, Ortega empezó a colaborar con estudios de género y tecnologías médicas desde una perspectiva de género y en diferentes proyectos de investigación tanto nacionales como europeos como el ITEMS, BIOGENTEC y el VIVERTEC. Entre ellos, ha colaborado con el proyecto de I+D sobre ciencia, tecnología y género del CSIC liderado por la filósofa Eulalia Pérez Sedeño titulado Voces múltiples, saberes plurales y tecnologías médicas.
En 2023, Ortega participó en E. L. Queer. Primer Encuentro de Literatura Queer que se celebró en el Museo Nacional Centro de Arte Reina Sofía de Madrid.

## Publicaciones
Ha publicado diversos artículos y colaborado en varios libros: El eje del mal es heterosexual: Figuraciones, movimientos y prácticas feministas queer (Traficantes de Sueños, 2005), Cartografías del cuerpo. Biopolíticas de la ciencia y la tecnología (Cátedra, 2014), Barbarismos queer y otras esdrújulas (Bellaterra, 2017), en coautoría con Lucas Platero y María Rosón, Conocimientos, prácticas y activismo de las epistemologías feministas (2019). En su obra académica ha colaborado publicando artículos o siendo coautora de libros con investigadores como Lucas Platero o Dau García Dauder, entre otros.